# Preljubište
Preljubište (makedonsky: Прељубиште, albánsky: Prelubisht) je vesnice v Severní Makedonii. Nachází se v opštině Jegunovce v Položském regionu.

## Geografie
Preljubište se nachází ve východní části oblasti Položská kotlina, na levé straně řeky Vardar. Obec je rovinatá a leží v nadmořské výšce 400 metrů. Od města Tetovo je vzdálená 19 km. Obcí vede krajská silnice 2242 spojující Želino a Jegunovce.
Okolními vesnicemi jsou Tudence na jihovýchodě a Šemševo na jihozápadě. Kolem vesnice se také nacházejí vodní prameny Zuka, Kajnaci, Bekirajca a Izvorišta.
Katastr vesnice činí 4,1 km², převládá především orná půda o rozloze 338 ha.

## Historie
Podle osmanských záznamů z let 1467–1468 bylo Preljubište vesnicí, která byla osídlena hlavně albánskými pravoslavnými obyvateli. Vzhledem k častému mísení se Slovany měly některé rodiny slovansko-albánské kombinade jmen, např. křestní jméno slovanské a albánské příjmení.
V letech 1626–1627 je v záznamech zmíněno 54 domácností.
Vesnice byla po celá staletí rolnickou obcí, na počátku 20. století začalo být rolnictví dobrovolné a v roce 1912 byli od této povinnosti obyvatelé osvobozeni úplně.
Vesnice se dříve nacházela o kousek dál západně od dnešní polohy, v lokalitě zvané Ogradi. Na tomto místě byly nalezeny hroby, ruiny kostela a zdi domů. Kdo vesnici založil, není známo. Vznikla však až po obsazení Osmanskou říší.

## Demografie
Podle sčítání lidu z roku 2021 žije ve vesnici 339 obyvatel, etnické skupiny jsou:
- Makedonci – 210
- Albánci – 68
- Romové – 24
- Srbové – 2
- ostatní – 33

| Rok          | 1900 | 1905 | 1929 | 1948 | 1953 | 1961 | 1971 | 1981 | 1991 | 1994 | 2002 | 2021 |
| ------------ | ---- | ---- | ---- | ---- | ---- | ---- | ---- | ---- | ---- | ---- | ---- | ---- |
| Obyvatelstvo | 112  | 144  | 239  | 326  | 334  | 370  | 394  | 419  | 338  | 341  | 367  | 339  |

## Kulturní a přírodní památky

##### Archeologická naleziště
- Brezjansko Nivče – osada z pozdní antiky
- Tri Tumbi – osada z období neolitu

##### Kostely
- Kostel sv. Jana Apoštola – hlavní vesnický kostel

##### Mešity
- Džamija – hlavní vesnická mešita